# Edify Hamukale
Edify Mukambala Hamukale (* 15. April 1971) ist ein sambischer Politiker der Patriotic Front (PF).

## Leben
Hamukale absolvierte ein Studium der Agrarwissenschaften sowie Wirtschaftswissenschaften und schloss dieses mit einem Bachelor of Science (B.Sc. Agriculture & Economics) ab. Ein postgraduales Studium der Agrarwissenschaften beendete er mit einem Master of Science (M.Sc. Agriculture) sowie einem Doctor of Philosophy (Ph.D.). Ein weiteres postgraduales Studium im Fach Management beendete er mit einem Master of Business Administration (M.B.A.) und war als Agrar- und Wirtschaftswissenschaftler sowie Unternehmensberater tätig.
Er wurde nach der Wahl vom 11. August 2016 von Präsident Edgar Lungu als Vertreter der Patriotic Front (PF) für einen der acht vom Präsidenten zu vergebenden Sitze der Nationalversammlung Sambias benannt. Im September 2016 berief ihn Präsident Lungu auch zum Provinzminister für die Südprovinz in dessen Kabinett. Damit wurde er Nachfolger von Nathaniel Mubukwanu, der selbst neuer Provinzminister für die Westprovinz wurde.